# Clipagem de aneurisma

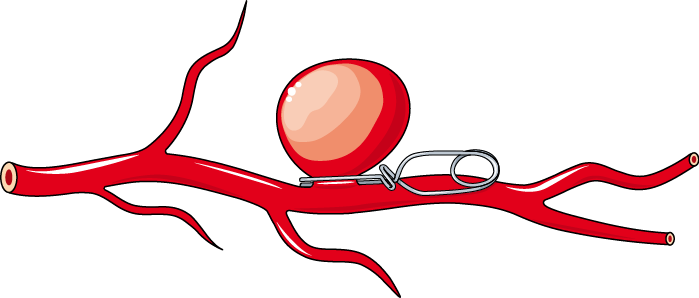

Clipagem de aneurisma é um procedimento cirúrgico realizado para o tratamento de um aneurisma, pré ou pós ruptura. Se a ocorrência for intracraniana, uma craniotomia é executada e um clipe de titânio é afixado em todo o colo do aneurisma. Este é um dos dois principais tratamentos para aneurismas cerebrais, assim como a técnica de embolização.
A clipagem de aneurisma foi introduzida por Walter Dandy do Hospital Johns Hopkins, em 1937. Este procedimento consiste em realizar uma craniotomia, expondo o aneurisma, e fechando a base do aneurisma com um clipe escolhido especialmente para o local. A técnica cirúrgica foi modificada e melhorada ao longo dos anos, e apresenta uma baixa taxa de recorrência de aneurisma após o tratamento.